# M3 Lee
M3 Lee je američki tenk koji se koristio u Drugom svjetskom ratu.

## Nastanak
Ispravna odluka američke vojne administracije iz 1939. kako je M2 tenk nezadovoljavajući za buduće vojne potrebe rezultirala je nastankom tenka M3 Lee i M3/M5 Stuart. Dizajnerska osnova za tenk M3 Lee je bio francuski Char B od kojega uzima za današnje doba neobičnu ideju o ugrađena dva topa.
Tijekom kratkog životnog vijeka koji završava već u drugoj godini proizvodnje(1943.) napravljeno je nešto više od 6000 njegovih primjeraka.

## Ratno djelovanje
Prvo svoje vatreno krštenja M3 doživljava u svibnju 1942. godine tijekom sjeverno afričke bitke kod Gazale. Iako je tenk imao zadovoljavajuće naoružanje za borbu s njemačkim tenkovima Panzer III i Panzer IV on je postao neuspjeh radi nepremostivih konstrukcijskih grešaka. Njegov protutenkovski top je radio efikasno samo tijekom pucanja dok tenk stoji na mjestu što je zadovoljavajuće za obrambene borbe, ali ne i ofenzive koje tada saveznici vode. S druge strane za obranu on nije bio dobar zbog visoke kupole koja mu otkriva položaj.
Najiskreniju ocjenu kvalitete ovog tenka su dali vojnici Crvene armije koji su ga zbog njegovih nedostataka nazvali mrtvačkim kovčegom za sedmoro braće. 
Nakon samo godinu dana na bojištu M3 Lee je povučen iz Europe i Pacifika tako da se do kraja rata koristio još samo u Burmi.

## Oprema
Osnovno naoružanje ovog tenka su činili dva topa od kojih jedan, manji se nalazio ugrađen u kupoli dok je drugi bio ugrađen u bok tenka usmjeren prema naprijed bez mogućnosti okretanja. Manji top od 37 mm koji se nalazio u kupoli bio je namijenjen borbi protiv pješadije, dok je namjena većeg 75 milimetarskog bila borba protiv oklopnih protivnika. Oklop od M3 je bio debel 51 mm što postaje vrlo brzo nedostatno za borbu protiv Panzer IV, Panzer V Pantera ili Panzer VI Tigar. 

## Nadogradnje
Kako je ovaj tenk imao kvalitetan dizajn svoga donjeg dijela on je iskorišten za proizvodnju različitih budući američkih oklopnih vozila. Prva prenamjena je bila ona koju su Britanci tražili radi snižavanja visine tenka, tako da oni službeno tijekom cijelog rata nisu koristili M3 Lee nego njegovu verziju M3 Grant.
Primjer Njemačke koja je svojim zastarjelim tenkovima skidala kupolu i na njeno mjesto postavljala protutenkovski ili obični protupješadijski top rezultirala je nastankom američkog oklopnog motoriziranog topa imena M7. Za njegov nastanak je poslužilo skidanje kupole od M3 Lee na čije mjesto je postavljena haubica od 105 mm.
Posljednja i najpopularnija konverzija ovog tenka je bio M4 Sherman koji ga nasljeđuje na svjetskim ratištima.